# Atlanti csata (első világháború)
Az első világháborús atlanti csata (avagy: első atlanti csata) egy elhúzódó összecsapás volt német tengeralattjárók és az antant haditengerészetei között az Atlanti-óceán vizein, a Brit-szigetek körüli vizeken, az Északi-tengeren és Franciaország partjai előtt.
Kezdetben a német tengeralattjáró-hadjárat a brit hadiflotta főerői, a Grand Fleet ellen irányult, később a tengeralattjárók célpontja lett az antanthatalmak kereskedelmi hajózása is. A kereskedelmi hajózás ellen irányuló tengeralattjáró-hadjárat pusztító hatású volt, különösen a korlátlan tengeralattjáró-háború 1917 februári meghirdetése utáni hónapokban. A német tengeralattjárók támadásainak következtében Nagy-Britannia kereskedelmi flottájának csaknem fele odaveszett a háború alatt. A német tengeralattjárók támadásainak kivédésére az antant rombolók által védelmezett konvojokba szervezte a kereskedelmi hajózást, a német tengeralattjárók kijutását az Atlanti-óceánra pedig a Doveri-szorosban illetve Skócia és Norvégia között felállított tengerzárakkal igyekezett megakadályozni. Itt az őrjáratokon kívül aknazárakat is telepítettek, a német támaszpontokat pedig repülőgépekkel tartották szemmel.
A németeknek nem sikerült teljesen elvágniuk Nagy-Britanniát a tengeren túlról érkező forrásoktól még az előtt, hogy az Egyesült Államok belépett volna a háborúba. Röviddel a háború vége előtt, 1918 októberében a németek felhagytak a korlátlan tengeralattjáró-háború folytatásával.
Az atlanti vizeken vívott tengeralattjáróháború tapasztalatait felhasználták a második világháború során, amikor a német tengeralattjárók fő feladata szintén a brit kereskedelmi hajózás akadályozása volt.

## 1914: a hadjárat kezdete

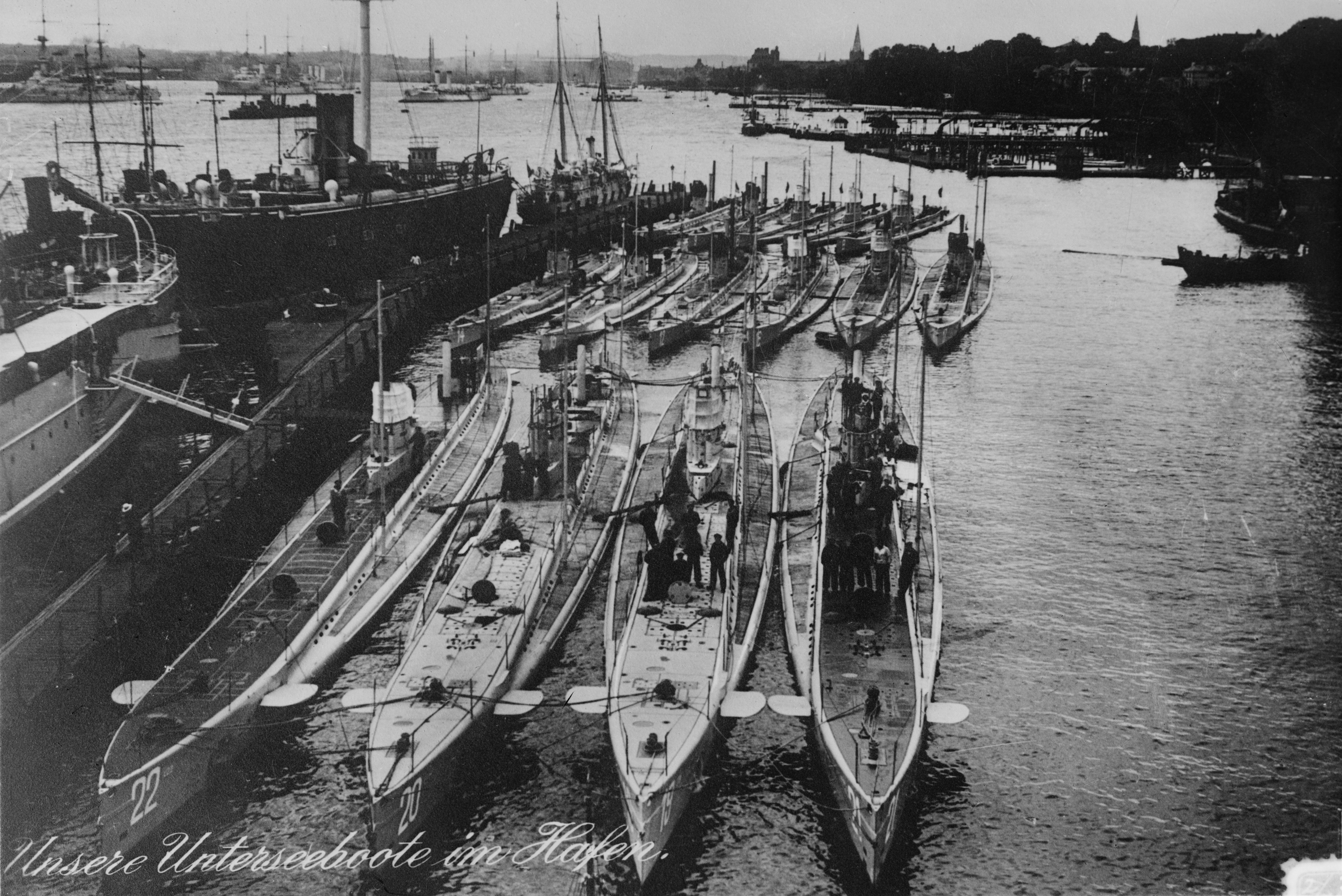
Német tengeralattjárók Kielben 1914 februárjában

### Az első tengeralattjárókkal végzett őrjáratozások
1914. augusztus 6-án, két nappal azután, hogy Nagy-Britannia hadat üzent Németországnak, a német U 5, U 7, U 8, U 9, U 13, U 14, U 15, U 16, U 17 és U 18 jelzésű tengeralattjárók kifutottak a Helgoland szigetén lévő támaszpontjukról, hogy támadást intézzenek brit hadihajók ellen az Északi-tengeren. Ez számít az első tengeralattjárókkal végrehajtott éles őrjáratozásnak. Az U-Bootok abban a reményben hajóztak északi irányba, hogy a Shetland-szigetek és Bergen között brit hajórajokra fognak találni. Augusztus 8-án az U 9 hajtóművei lerobbantak és emiatt vissza kellett térnie a támaszpontra. Ugyanezen a napon a Fair-sziget mellett az U 15 észlelte a hadgyakorlaton lévő brit Ajax, Monarch és Orion csatahajókat és a Monarch-ra kilőtt egy torpedót. A torpedó nem talált célt, viszont elárulta a tengeralattjárók jelenlétét és ezután a brit csatahajók megerősítették az őrségüket. Másnap hajnalban a csatahajókat kísérő 1. könnyűcirkálórajhoz tartozó Birmingham könnyűcirkáló észlelte a felszínen lévő U 15-öt. A tengeralattjárón nem lehetett látni őrszemeket, ellenben kalapácsolás hangja hallatszott azt a benyomást keltve, mintha szereltek volna rajta valamit. A Birmingham az észlelést követően azonnal feléje vette az irányt és legázolta, közvetlenül a parancsnoki torony mögött eltalálva. A kettévágott U 15 teljes legénységével együtt elsüllyedt.
Augusztus 12-én hét tengeralattjáró tért vissza Helgolandra, miután az U 13 is eltűnt, a feltételezések szerint aknára futott. A hadművelet így bár sikertelenül végződött, a brit haditengerészet számára jelentős kellemetlenséget okozott, mivel korábban úgy becsülték, hogy a német tengeralattjárók hatótávolsága jóval kisebb és nem tudják elérni a brit flotta Scapa Flow-ban lévő, védelmi berendezésekkel el nem látott horgonyzóhelyét. Másrészt az U 15 gyors megsemmisítése a Birmingham által azt is mutatta számukra, hogy a tengeralattjárók nem jelentenek nagy veszélyt a felszíni hadihajókra.

### Az első sikerek

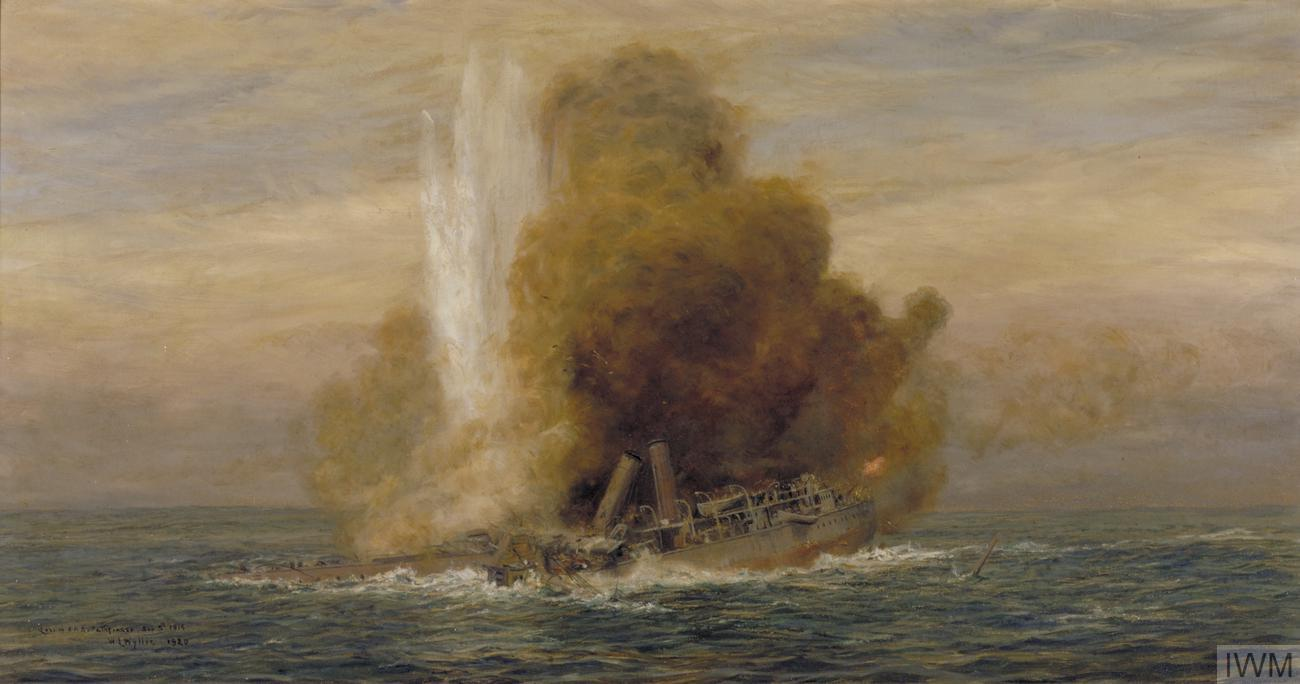
A Pathfinder brit cirkáló elsüllyesztése az U 21 által 1914. szeptember 5-én

1914. szeptember 5-én az Otto Hersing fregatthadnagy parancsnokolta U 21 megtorpedózta a Pathfinder könnyűcirkálót. Ez volt az első alkalom, hogy egy modern tengeralattjáró ellenséges hadihajót süllyesztett el.  A cirkáló lőszerraktára felrobbant és a hajó négy perc alatt elsüllyedt. A fedélzetén lévők közül 259 fő veszítette életét. Szeptember 22-én reggel az Otto Weddigen sorhajóhadnagy parancsnokolta U 9 észlelt egy brit cirkálórajt a holland partok közelében és alámerülve közelítette meg a lassan feléje haladó hajókat. A raj három brit páncélos cirkálóból (Aboukir, Hogue, Cressy) állt. Az elavultnak számító és tartalékosokból álló legénységgel bíró cirkálók alkalmazása az első vonalban eddig is vita tárgyát képezte és hamarosan ki szándékoztak volna őket vonni a veszélyes vizekről. Weddigen egy torpedóval elsőként az Aboukirt találta el, de a britek először úgy vélték, hogy aknára futhatott és a másik két hajó ezért a segítségére sietett. Az U 9 ezután két torpedót küldött a könnyű célpontot nyújtó Hogue-ba, majd újabb kettőt a Cressy-be. A három cirkáló nem egész egy óra alatt mind elsüllyedt, a legénységükből 1460 fő veszítette életét.

”Weddigen nagy tettének”, az 1914. szeptember 22-ei ütközetnek vázlata

Három héttel később, október 15-én Weddigen elsüllyesztette a Hawke cirkálót, ami után az U 9 legénységét már nemzeti hősökként ünnepelték és tagjai mind megkapták a másod osztályú Vaskeresztet, maga Weddigen az első osztályút. A német tengeralattjárók sikere riadalmat keltett a brit admiralitásnál, ahol egyre nagyobb aggodalmat keltett a Scapa Flow-i horgonyzóhely biztonságossága. Az aggályok miatt a flottát innen ír és nyugat-skóciai kikötőkbe küldték át, míg Scapa Flow védelmi rendszereit ki nem építették. Ez jóval nagyobb siker volt, mint a pár régi építésű cirkáló elsüllyesztése, mivel a világ legnagyobb hadiflottáját kényszerítették arra, hogy elhagyja a honi kikötőjét.
Október 18-án az U 27 elsüllyesztette a brit E3 jelű tengeralattjárót, ami az első olyan alkalom volt, hogy egy tengeralattjáró egy másikat süllyesztett el.

### Az első hadjárat vége
A brit aggodalmak Scapa Flow védelmét illetően megalapozottak voltak. November 23-án az U 18 hatolt be a flottatámaszpontra a Hoxa Sound szoroson át, követve egy gőzhajót. A brit flotta horgonyzóhelyét különösebb nehézségek nélkül meg tudta közelíteni, de a hadihajók ekkor az írországi és skóciai kikötőkben voltak, ezért nem talált magának megfelelő célpontot. Kifelé menet a periszkópját észrevette az egyik őrhajó. A Dorothy Gray halászhajó irányt változtatva megpróbálta legázolni és a periszkópot sikerült használhatatlanná tennie. Az U 18 merüléshez való motorja meghibásodott és emiatt nem tudta tartani a kívánt mélységet, egy alkalommal a tengerfenéknek is csapódott. Az így felszínre kényszerülő tengeralattjárót a parancsnoka elsüllyesztette, a legénység pedig – egy a fedélzeten rekedt fő kivételével – brit fogságba került.
Az év utolsó sikerét december 31-én érte el az U 24, mely a La Manche-on gyakorlatozó Formidable csatahajót torpedózta meg. A csatahajó legénységének 547 tagjával együtt veszett oda. A Csatorna Flotta (Channel Fleet) főparancsnoka, Lewis Bayly tengernagy súlyos kritikákat kapott amiért nem hozta meg a kellő óvintézkedéseket a gyakorlatok alatt, azonban a hanyagság vádja alól felmentették. Bayly később kitüntette magát a Queenstownban állomásozó tengeralattjáró-elhárító erők parancsnokaként.

## 1915: a kereskedelmi hajózás elleni háború

### Az első támadások kereskedelmi hajók ellen

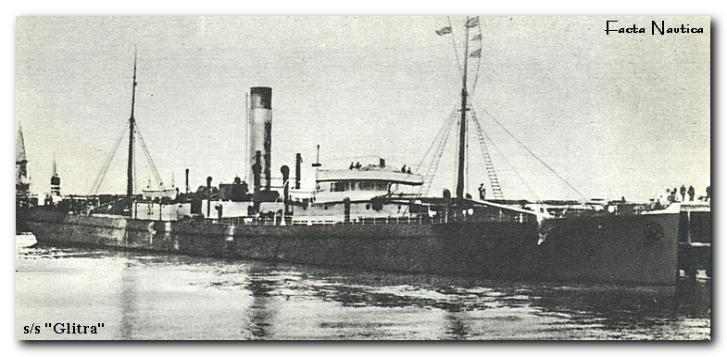
A képen dokkban álló SS Gliltra volt az első kereskedelmi hajó, amit egy német tengeralattjáró süllyesztett el

A kereskedelmi hajók elleni első támadások 1914 októberétől kezdődtek. Október 20-án a Glitra volt az első brit kereskedelmi hajó, amit egy német tengeralattjáró süllyesztett el. A Glitra Grangemouth-ból tartott a norvégiai Stavangerbe és eközben állította meg és kutatta át a Johannes Feldkirchener sorhajóhadnagy parancsnokolta U 17. A műveletet a cirkálóhadviselés szabályai szerint hajtották végre, miáltal a személyzetét mentőcsónakokba szállították le és a hajót ezt követően süllyesztették el a fenékszelepek megnyitásával. Ez volt az első alkalom, hogy egy tengeralattjáró elsüllyesztett egy kereskedelmi hajót.
Nem egészen egy héttel később, október 26-án az U 24 lett az első tengeralattjáró, mely figyelmeztetés nélkül támadt meg egy fegyvertelen kereskedelmi hajót, mikor megtorpedózta az Admiral Ganteaume gőzhajót, fedélzetén 2500 belga menekülttel. Habár a hajó nem süllyedt el és be tudták vontatni Boulogne-sur-Merbe, 40 ember így is életét veszítette főként a fedélzeten kitört pánik miatt. A tengeralattjáró parancsnoka, Rudolf Schneider azzal védekezett, hogy csapatszállítónak nézte a gőzhajót.
1915. január 30-án az Otto Dröscher sorhajóhadnagy parancsnokolta U 20 megtorpedózta és elsüllyesztette az Ikaria, Tokomaru és Oriole gőzhajókat előzetes figyelmeztetés nélkül, február 1-én az Asturias brit kórházhajóra is kilőtt egy torpedót, melyet elvétett. Annak ellenére tett így, hogy a fehér festése, a zöld csíkozása és a vörös keresztjei révén egyértelműen azonosítható volt kórházhajóként.

### Korlátlan tengeralattjáró-háború

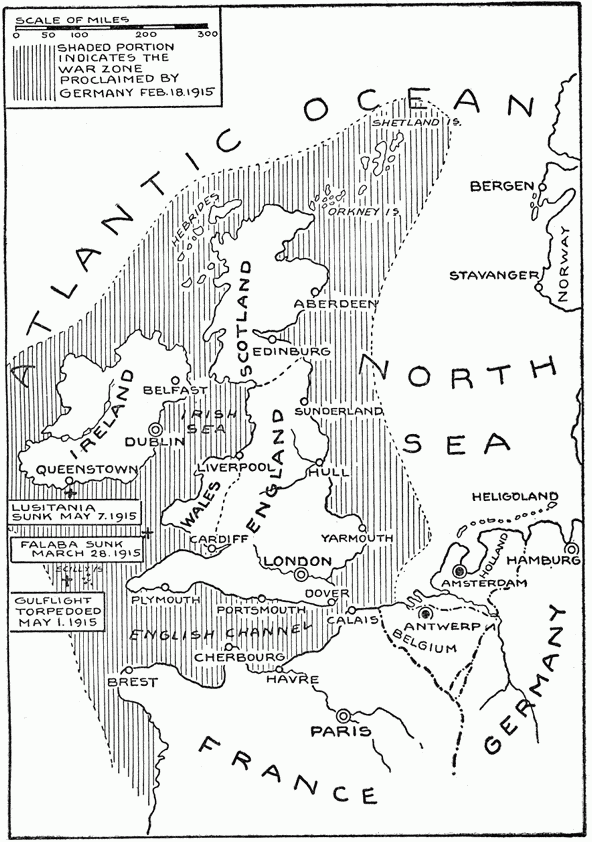
A tengeralattjárók tevékenységének Németország által kijelölt területe 1915 februárjában

A britek úgy vélték a háború előtt, hogy az Egyesült Királyság ki fog éhezni az Észak-Amerikából érkező élelmiszerek nélkül. A németek 1915. február 4-én hirdették meg az első alkalommal a korlátlan tengeralattjáró-háborút az antant kereskedelmi hajózása ellen. 
A kereskedelmi háború folytatásához a tengeralattjáró számos hiányossággal rendelkezett. Még a felszínen is alacsony sebességével alig volt gyorsabb sok kereskedelmi hajónál, míg a könnyű ágyúja elégtelen volt nagyobb hajók ellen. A fő fegyverzetét úgy tudta teljesen kihasználni, hogy a torpedókat előzetes figyelmeztetés nélkül lőtte ki, de ezzel fel kellett hagynia a semleges kereskedelmi hajók megállítását és ellenőrzését előíró egyezmények betartásával. Az első hónapban 29 kereskedelmi hajót süllyesztettek el a tengeralattjárók összesen 89 517 BRT hajótérrel. A nyár folyamán is tartani tudták ezt az értéket. Ahogy egyre több hajó süllyedt el, úgy nőtt a politikailag kényes incidensek száma is. Február 19-én az U 8 megtorpedózta a Belridge semleges tankhajót, mely két semleges kikötő között közlekedett. Márciusban vesztek oda tengeralattjárók tevékenységének következtében a svéd Hanna és a holland Medea teherhajók, áprilisban pedig két görög hajó.
Márciusban süllyedt el a Falaba, aminek során egy amerikai állampolgár is odaveszett. Áprilisban a Belgian Relief segélyszervezet egyik hajóját, a Harpalyce-t süllyesztették el. Május 20-án süllyesztette el az U 20 a Lusitania óceánjárót, ekkor 1198 ember veszett oda, köztük 128 amerikai állampolgár. Ezek az esetek felháborodást okoztak a semleges országok körében és ezért 1915 szeptemberében mérsékelték a hadjáratot, hogy csökkentsék annak kockázatát, hogy az érintett országok hadba lépjenek Németország ellen. A brit ellenintézkedések jórészt hatástalanok voltak. A leghatékonyabb védekezési módszer az volt, ha a kereskedelmi hajók az észlelt tengeralattjárók felé fordultak és megpróbálták legázolni őket, amivel alámerülésre kényszerítették őket. A kereskedelmi hajók elleni összes támadás több mint felét ilyen módon sikerült elhárítani. Ez az eljárás azonban felhatalmazta a tengeralattjárót arra, hogy figyelmeztetés nélkül támadást indítson. 1915. március 20-án ezt a taktikát használta a Great Eastern Railway Brussels teherhajója, hogy az U 33 támadását kivédje. A kapitány, Charles Fryatt később német fogságba esett és 1916 júniusában tettéért kivégezték, ami nemzetközi tiltakozást váltott ki.
Egy másik lehetőség a hajók felfegyverzése volt önvédelem céljából, de a nemzetközi törvényekre hivatkozó németek szerint ezzel hadihajókká váltak és kivonták őket a cirkálóhadviselés szabályai alól.
Felmerült annak lehetősége is, hogy kereskedelmi hajókat rejtett ágyúkkal szereljenek fel és célzottan tengeralattjárók ellen vessék be őket, így miután azok a hajó ellenőrzése céljából a felszínre emelkednek, tüzérségi tűzzel semmisítsék meg őket. Ezeket a tengeralattjárócsapdákat nevezték az írországi Queenstownban lévő bázisuk után Q-hajóknak (Q-ship). Az ötlet egyik verziója szerint kisebb hajókat kísért volna egy tengeralattjáró, mely a német tengeralattjáró ellen léphetett volna fel. 1915-ben a Q-shipek három német tengeralattjárót süllyesztettek el, és további kettőt halászhajókat kísérő tengeralattjárók. 
Június folyamán az U 40-et süllyesztette el a C24 jelű brit tengeralattjáró miközben az a Taranaki kereskedelmi hajó ellen lépett fel, júliusban pedig a Princess Louise-t támadó U 23-at a C27. Szintén júliusban süllyesztette el a Prince Charles Q-hajó az U 40-et, a Baralong pedig előbb augusztusban az U 27-et, majd szeptemberben az U 41-et. Az előbbi eset kitudódott az amerikai szemtanúk beszámolói által és a németek tudomására jutva nagy diplomáciai port kavart a nemzetközi egyezmények megsértése miatt (lásd: Baralong-incidensek).

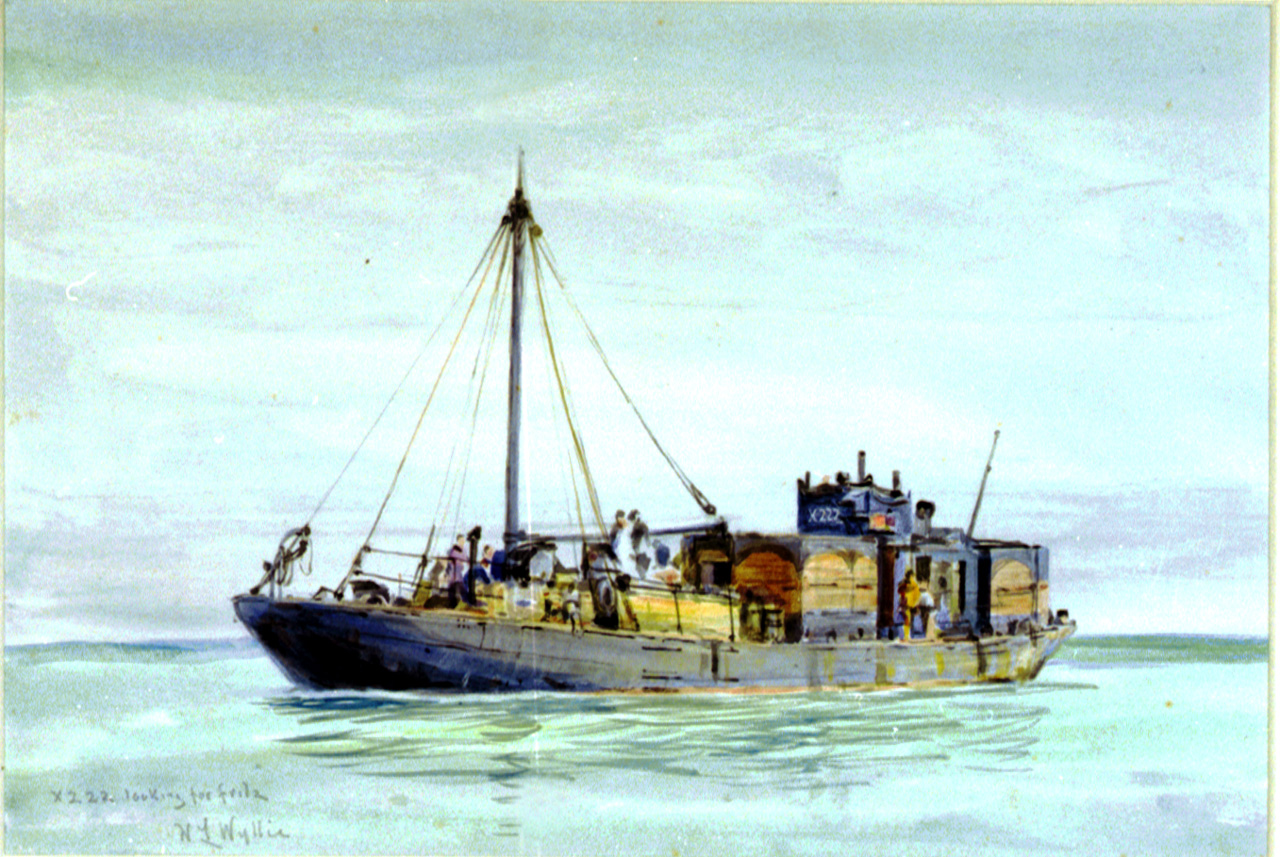
Egy erős fegyverzettel ellátott Q-hajó (Q-ship)

Az alámerült tengeralattjárók felkutatására azonban nem állt rendelkezésre semmilyen eszköz, így csak a periszkópjaikat lehetett legázolni vagy lőgyapot-bombákat lehetett szórni rájuk. Vizsgálták annak a lehetőségét is, hogy hálókkal be lehet-e fogni a tengeralattjárókat, a Starfish nevű rombolót pedig „rúdtorpedóval” szerelték fel.
Összesen 16 tengeralattjárót semmisült meg a hadjárat ezen szakasza alatt, miközben 370 kereskedelmi hajót süllyesztettek el 750 000 BRT hajótérrel.[forrás?]

## 1916: Tengeralattjárók a Nyílttengeri Flotta támogatásában
1916-ban a Császári Haditengerészet visszatért ahhoz a stratégiájához, hogy a tengeralattjárókkal a brit hadihajók számbeli fölényét próbálja csökkenteni. Ehhez több olyan hadműveletet is végrehajtottak a felszíni hajókkal, melyek egyik célja az volt, hogy az ellenük kifutó brit egységeket a lesben álló tengeralattjárók elé csalják. A brit csatahajóflottákhoz mért lassúságuk miatt a tengeralattjárókat járőrvonalakba szervezték, míg a Nyílttengeri Flotta (Hochseeflotte) úgy manőverezett, hogy a brit főerőket tömörítő Grand Fleetet (Nagy Flottát) kicsalogassa. A németek több ilyen hadműveletet hajtottak végre 1916 március-áprilisában, de nem jártak sikerrel. Az 1916. május 31.–június 1-én lezajló skagerraki csata során tengeralattjárók egyáltalán nem jutottak szóhoz. A két flotta véletlenszerűen találkozott össze úgy, hogy a közelben nem voltak tengeralattjárók. Az ezutáni, 1916 augusztusában sorra kerülő német előretörés alkalmával a lesben álló U-Bootoknak két könnyűcirkálót is sikerült elsüllyeszteniük. Az ezt követő októberi német előretörésre a tengeralattjáróveszélytől tartó brit flottaparancsnok ki sem futott a Grand Fleettel a németek ellen.

## 1917: A korlátlan tengeralattjáró-háború felújítása

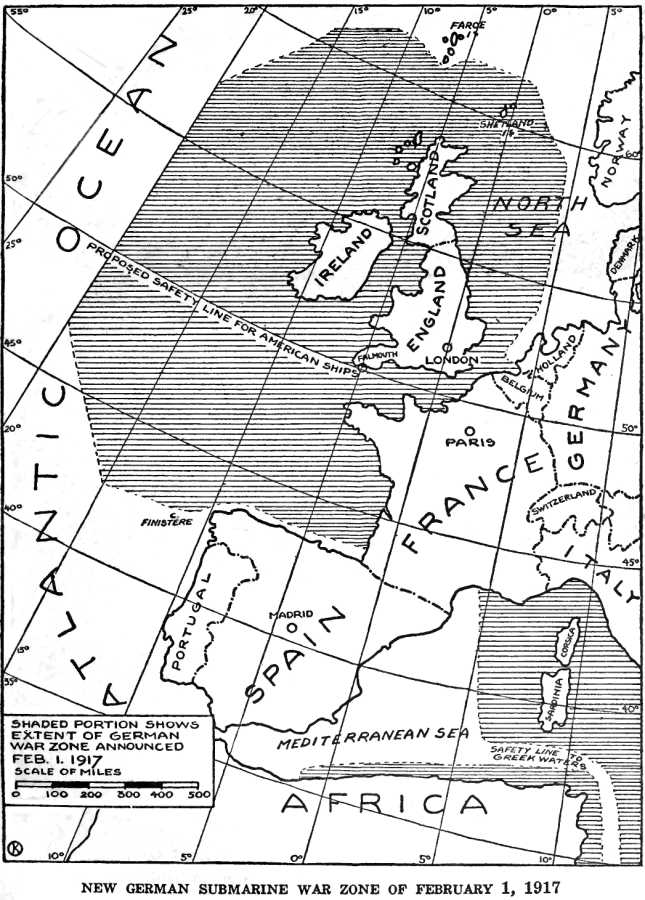
A Németország által 1917 februárjában a tengeralattjárók ténykedési területeként megjelölt vizek satírozással jelölve

1917-ben Németország úgy döntött, hogy folytatja a korlátlan tengeralattjáró-háborút. Várható volt, hogy ez az Egyesült Államok hadba lépését vonhatja magával, de a németek úgy számoltak, hogy még az előtt térdre kényszeríthetik Nagy-Britanniát, mielőtt az amerikaiak mozgósítani tudnak. A német kalkulációk szerint amennyiben havonta több mint 600 000 BRT hajóteret tudnak elsüllyeszteni, akkor a britek öt vagy hónapon belül békekötésre kényszerülnek.
1917 februárjában a német tengeralattjárók több mint 414 000 BRT hajóteret süllyesztettek el a Nagy-Britannia körüli vizeken, ami a kívánt mennyiség 80%-a volt. Márciusban 500 000 BRT-t (90%), áprilisban 600 000 BRT-t süllyesztettek el. Áprilisban az egyéb hadszínterekkel együtt 860 000 BRT volt a megsemmisített hajótér, ami a legmagasabb érték volt az egész háború folyamán.
Május folyamán szervezték meg az első konvojokat és azonnal hatásosnak bizonyultak. A veszteségek csökkenni kezdtek, a konvojokban haladó hajók esetén drámai mértékben. Három hónappal a bevezetése után az Atlanti-óceánon, az Északi-tengeren és a Skandináviába tartó útvonalakon haladó konvojokban összesen 8894 hajó haladt és csak 27 veszett oda közülük tengeralattjárótámadás következtében. Ezzel szemben az egyedül haladó hajók közül 356 veszett oda ugyanezen idő alatt. A kereskedelmi hajók csökkenő veszteségei mellett a tengeralattjárók veszteségei nőttek. 1917 májusa és júliusa között 15 tengeralattjáró veszett oda a Nagy-Britannia körüli vizeken, szemben az előző negyedévi 9 egységnyi veszteséggel, és szemben azzal a 4 darabos veszteséggel, amit a korlátlan tengeralattjáró-háború megindítása előtti három hónapban veszítettek.
A hadjárat előrehaladtával fokozódott annak brutalitása is. 1917-ben számos kórházhajót is támadás ért annak ellenére, hogy teljesen kivilágítottan közlekedtek jelezve ezzel is, hogy nem hadihajókról van szó. Januárban az U 55 süllyesztette el a Rewa kórházhajót, márciusban a Gloucester Castle-t az U 32, júniusban a Llandovery Castle-t az U 86.
Ahogy a tengeralattjárók egyre óvatosabbak lettek, úgy lettek egyre intenzívebbek a Q-hajókkal való találkozások is. 1917 februárjában az U 83-at süllyesztette el a Farnborough Q-hajó, de csak miután a parancsnoka, Gordon Campbell kapitány hagyta, hogy megtorpedózzák a hajóját annak érdekében, hogy ezután közelebb engedhesse magához a tengeralattjárót. Márciusban a Privet süllyesztette el az U 85-öt egy 40 perces tűzharcban, de maga a Q-hajó is elsüllyedt még mielőtt elérhetett volna egy kikötőt. Áprilisban a Heathert támadta meg és rongálta meg súlyosan az U 52, majd sértetlenül távozott. Pár nappal később a Tulipet süllyesztette el az U 62, miután a parancsnokának gyanússá vált a hajó viselkedése.

## 1918: Az utolsó év
A konvoj-rendszer hatékonynak bizonyult az antant veszteségeinek csökkentésére a hajóforgalomban, emellett a kísérőhajók jobb fegyvereket kaptak és jobb taktikát alkalmaztak, aminek révén eredményesebben tudták támadni a tengeralattjárókat. Az atlanti vizeken 1918 januárjában 98 hajó veszett oda valamivel több, mint 170 000 BRT hajótérrel, ami a februári emelkedés után ismét csökkenő tendenciát mutatott és többet már nem emelkedett ezen érték fölé a háború hátralévő részében.

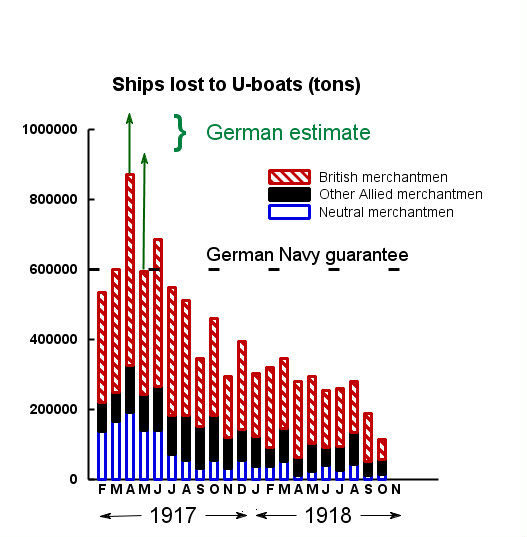
A konvojrendszer bevezetését követően az antant veszteségeinek csökkenését szemléltető grafika az 1917-es évre vonatkozóan

Januárban hat német tengeralattjáró veszett oda a hadszíntéren és ennyi is maradt a havi átlag veszteség az 1918-as év hátralévő részében. Az antant továbbra is lezárni igyekezett a Doveri-szorost az Atlanti-óceánra igyekvő tengeralattjárók előtt. 1917 novemberéig ez nem volt hatékony, mivel csak két tengeralattjáró akadt fenn a tengerzáron, és az ezt fenntartó kisebb hajók a flandriai támaszpontokról kifutó német felszíni hajók rajtaütésének célpontjaivá váltak. Az 1917 telén végrehajtott változtatásokkal a tengerzár sokkal hatékonyabbá vált. A december közepét követő négy hónapban hét tengeralattjáró is a tengerzár áldozatául esett és a Nyílttengeri Flotta kötelékébe tartozó tengeralattjárók februártól már nem próbálkoztak többet a La Manche-on át való kijutással az Atlanti-óceánra, hanem a Brit-szigeteket északról megkerülve tették ezt. A hosszabb útvonal miatt a hatékonyságuk jelentősen csökkent. A Flandriában állomásozó tengeralattjárók továbbra is próbálkoztak a Doveri-szoroson való átjutással, de továbbra is szenvedtek el veszteségeket, ami miatt márciust követően a tevékenységi területet váltottak és Nagy-Britannia keleti partján kezdtek portyázni.
A flandriai tengeralattjárók ellen irányultak a Zeebrugge elleni és az Ostende elleni rajtaütések, melyek révén a beljebb fekvő támaszpontokról a keskeny, nyílt tengerre kivezető csatornákat igyekeztek blokádolni, hogy a tengeralattjárók ne futhassanak ki rajtuk keresztül. Ezek az akciók nem jártak sikerrel és a flandriai tengeralattjárók továbbra is akadálytalanul ki tudtak futni a nyílt tengerre.
1918 májusában került sor az egyetlen alkalommal a németek részéről arra, hogy a tengeralattjáróikkal csoportos támadást próbáljanak intézni egy konvoj ellen. Ez volt a második világháborúban alkalmazott farkasfalka-taktika előfutára.
Hat tengeralattjáró futott ki Claus Rücker sorhajóhadnagy (U 103) parancsnoksága alatt. Május 11-én hajói közül az U 86 a konvojból kiváló két hajó közül süllyesztette el az egyiket a La Manche-on, de másnap az Olympic csapatszállító ellen indított támadás során odaveszett az U 103, míg az UB 72 a britek D4 jelű tengeralattjárójának esett áldozatul. A konvojokban haladó hajók közül kettő veszett oda a következő héten, a magányosan haladók közül pedig három. Több mint 100 hajó így is biztonságosan áthaladt a német tengeralattjáró-csoport bevetési területén.
A nyár folyamán a konvojrendszer alkalmazása és a kísérőhajók hatékonysága a Brit-sziget keleti partját is ugyanolyan veszélyessé tette a tengeralattjárók számára, mint amilyen veszélyessé a La Manche is vált korábban. Ezen időszak alatt a flandriai flottilla az állományának harmadát veszítette el, az ősz folyamán a veszteségek már 40%-osak voltak. Októberben a német hadsereg teljes visszavonulásban volt a száznapos offenzíva miatt, és emiatt a flandriai Brugge támaszpontot a németeknek el kellett hagyniuk. Több tengeralattjárót elsüllyeszteni kényszerültek, míg a többi tíz tengeralattjárót visszavonták Németországba.

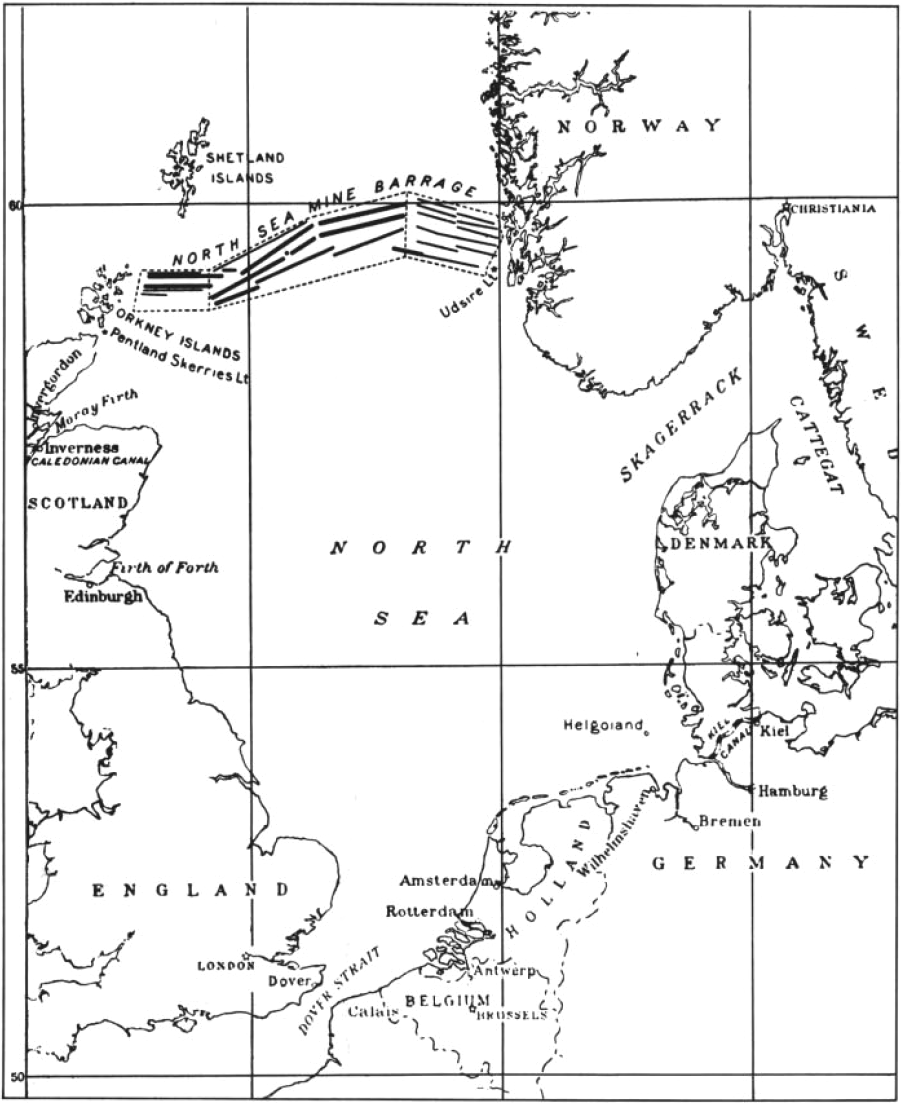
Az északi-tengeri aknazár elhelyezkedését szemléltető térkép

A nyáron az antant igyekezett csökkenteni a Nyílttengeri Flotta kötelékébe tartozó tengeralattjáró-flottillák hatékonyságát. 1918-ban az antant megpróbálkozott felállítani egy tengerzárat a Norvég-tengeren, hogy megakadályozza a tengeralattjáróknak a kijutást az Atlanti-óceánra. Az 560 km hosszú szakaszon aknazárt kívántak létrehozni és ennek mentén őrjáratokat fenntartani. Az északi-tengeri aknazár létrehozásához 70 000 aknát telepítettek 1918 nyarán és ezek nagy részét az Egyesült Államok szállította le. 1918 szeptemberétől novemberéig hat tengeralattjáró veszett rajta az aknazáron.
1918 júliusában az U 156 Massachusettshez hajózott és részt vett az Orleans elleni egy órán át tartó támadásban. Ez volt az első alkalom, hogy az Egyesült Államok területét tüzérségi támadás érte a Fort Texas 1846-os ostroma óta. Ezen kívül még az „Ambos Nogales-i csata” alkalmával fordult elő ilyen az első világháború alatt, melyet feltételezések szerint két német kém közreműködése segített.
1918. október 20-án Németország felfüggesztette a tengeralattjáró-háborúját, három héttel később, november 11-én pedig életbe lépett a fegyverszünet. A tengeralattjáró-fegyvernem utolsó feladata a wilhelmshaveni matrózlázadás elfojtásában való segítségnyújtás volt, ami akkor tört ki, mikor a Nyílttengeri Flottát a hadvezetés egy utolsó csata megvívására kívánta küldeni. A compiègne-i fegyverszünetet követően a megmaradt tengeralattjárókat a délkelet-angliai Harwichban internálták.
Az első világháború alatt megsemmisített 12,5 millió tonnányi antant hajótérből több mint 8 millió az atlanti vizeken veszett oda. A háború alatt 178 U-Boot semmisült meg, 153 ezek közül az atlanti hadszíntéren szolgált. 77 a Nyílttengeri Flotta kötelékéhez tartozó nagyobb méretű tengeralattjáró volt, míg a másik 76 a flandriai flottilla állományába tartozó kisebb típusból való volt.[forrás?]

## Lásd még
- Atlanti csata (második világháború)
- Tengeralattjáró-háború
- Korlátlan tengeralattjáró-háború

## Fordítás
- Ez a szócikk részben vagy egészben  az   Atlantic U-boat campaign of World War I című angol Wikipédia-szócikk ezen változatának fordításán alapul.  Az eredeti cikk szerkesztőit annak laptörténete sorolja fel. Ez a jelzés csupán a megfogalmazás eredetét és a szerzői jogokat jelzi, nem szolgál a cikkben szereplő információk forrásmegjelöléseként.

## Ajánlott olvasmány
- von Mantey, Eberhard. Der Krieg zur See 1914-1918 – Der Handelskrieg mit U-Booten, 1. kötet (Vorgeschichte), Berlin: E. S. Mittler & Sohn (1932) (szerk.: Arno Spindler)
- von Mantey, Eberhard. Der Krieg zur See 1914-1918 – Der Handelskrieg mit U-Booten, 2. kötet (Februar bis September 1915), Berlin: E. S. Mittler & Sohn (1933) (szerk.: Arno Spindler)
- Aßmann, Kurt. Der Krieg zur See 1914-1918 – Der Handelskrieg mit U-Booten, 3. kötet (Oktober 1915 bis Januar 1917), Berlin: E. S. Mittler & Sohn (1934) (szerk.: Arno Spindler)
- Der Krieg zur See 1914-1918 – Der Handelskrieg mit U-Booten, 4. kötet (Februar bis Dezember 1917), Berlin: E. S. Mittler & Sohn (1941) (szerk.: Arno Spindler)
- Der Krieg zur See 1914-1918 – Der Handelskrieg mit U-Booten, 5. kötet (Januar bis November 1918), Berlin: E. S. Mittler & Sohn (1941) (szerk.: Arno Spindler)

## Külső linkek
- Abbatiello, John: Atlantic U-boat Campaign , in: 1914-1918-online. International Encyclopedia of the First World War.
- Karau, Mark D.: Submarines and Submarine Warfare , in: 1914-1918-online. International Encyclopedia of the First World War.